# Conotrachelus azurescens
Conotrachelus azurescens – gatunek chrząszcza z rodziny ryjkowcowatych.

## Zasięg występowania
Ameryka Południowa, notowany w Boliwii oraz w Brazylii.

## Budowa ciała
Ciało nieco wydłużone, tylna część pokryw lekko zwężona. Na odnóżach liczne niewielkie ostrogi. Na pokrywach i przedpleczu podłużne garbki.